# Ounasvaaran mäkikeskus
Ounasvaaran mäkikeskus (finnisch, dt. wörtl. „Schanzenzentrum (von) Ounasvaara“) ist aus mehreren Skisprungschanzen bestehende Sportanlage am 204 Meter hohen Berg Ounasvaara in der Stadt Rovaniemi in Finnland. Zur Anlage gehören vier kleinere Schanzen mit den Konstruktionspunkten (K) K 6, K 15, K 25, K 36, eine mittlere Schanze der Kategorie K 64 und eine Normalschanze der Kategorie K 90. Letztere ist die Hauptschanze der Anlage und als Ounasvaara-Schanze (finnisch Ounasvaaran hyppyrimäki) bekannt. Alle Schanzen sind mit Matten ausgelegt und somit auch im Sommer nutzbar.

## Geschichte
1927 wurde die erste Schanze mit einer Größe von 30 Metern in Pöyliövaara gebaut, die allerdings sehr windanfällig war. 1944 wurde die auf eine K 70 umgebaute Schanze durch den Lapplandkrieg zerstört. Anfang der 50er-Jahre wurde im Schanzenzentrum Ounasvaara wieder eine K 55-Holzschanze errichtet und gleichzeitig in Sorkku auf der Südseite des Berges Ounasvaara die kleineren Schanzen K 6, K 15, K 25 und K 35 gebaut. 1963 wurde der Vorläufer der K 90 errichtet. In den 70er Jahren wurde die K 90-Schanze umgebaut. 1980 brannte die K 55-Schanze ab. Sie wurde im Jahr 1983 als K 64-Schanze neu aufgebaut und mit Matten belegt.
Die vier kleineren Schanzen mussten wegen eines Straßenbaus im 1987 abgerissen werden. Als Ersatz wurden neue K 6, K 15, K 25 und später die K 36 errichtet.
Seit 2004 gastiert der Continental Cup auf der Schanze. Im Jahr 2005 wurden dort die Nordischen Junioren-Skiweltmeisterschaften ausgetragen.

## Internationale Wettbewerbe
Genannt werden alle von der FIS organisierten Sprungwettbewerbe.
| Datum             | Kategorie       | Schanze | 1. Platz                                                     | 2. Platz                                                  | 3. Platz                                                         |
| ----------------- | --------------- | ------- | ------------------------------------------------------------ | --------------------------------------------------------- | ---------------------------------------------------------------- |
| 24. März 2000     | Continental Cup | HS100   | Janne Ylijärvi                                               | ?                                                         | ?                                                                |
| 4. Dezember 2004  | Continental Cup | HS100   | Balthasar Schneider                                          | Jan Mazoch                                                | Kazuya Yoshioka                                                  |
| 5. Dezember 2004  | Continental Cup | HS100   | Balthasar Schneider                                          | Jan Mazoch                                                | Andreas Wank                                                     |
| 23. März 2005     | Junioren-WM     | HS100   | SlowenienMitja Mežnar Matevž Šparovec Jurij Tepeš Nejc Frank | PolenPaweł Urbański Wojciech Topór Piotr Żyła Kamil Stoch | FinnlandAnssi Koivuranta Jere Kykkänen Olli Pekkala Jonas Ikonen |
| 25. März 2005     | Junioren-WM     | HS100   | Joonas Ikonen                                                | Arthur Pauli                                              | Jurij Tepeš                                                      |
| 4. Dezember 2005  | Continental Cup | HS100   | Harri Olli                                                   | Morten Solem                                              | Rafał Śliż                                                       |
| 5. Dezember 2005  | Continental Cup | HS100   | Thomas Thurnbichler                                          | Harri Olli                                                | Morten Solem                                                     |
| 12. Dezember 2006 | Continental Cup | HS100   | Arthur Pauli                                                 | Rafał Śliż                                                | Tom Hilde Mario Innauer                                          |
| 14. Dezember 2006 | Continental Cup | HS100   | Harri Olli                                                   | Rafał Śliż                                                | Henning Stensrud                                                 |
| 15. Dezember 2006 | Continental Cup | HS100   | Kenshirō Itō                                                 | Harri Olli                                                | Arthur Pauli                                                     |
| 16. Dezember 2006 | Continental Cup | HS100   | Jussi Hautamäki                                              | Kenshirō Itō                                              | Mario Innauer                                                    |
| 11. Dezember 2007 | Continental Cup | HS100   | Mario Innauer                                                | Roland Müller                                             | Jan Matura Balthasar Schneider                                   |
| 12. Dezember 2007 | Continental Cup | HS100   | Roland Müller                                                | Manuel Fettner                                            | Andreas Vilberg                                                  |
| 13. Dezember 2007 | Continental Cup | HS100   | Manuel Fettner                                               | Andreas Vilberg Mitja Mežnar Sami Niemi                   |                                                                  |
| 9. Dezember 2008  | Continental Cup | HS100   | Stephan Hocke                                                | Pascal Bodmer                                             | Manuel Fettner Julian Musiol                                     |
| 10. Dezember 2008 | Continental Cup | HS100   | Stephan Hocke                                                | Pascal Bodmer                                             | Daniel Lackner                                                   |
| 8. Dezember 2009  | Continental Cup | HS100   | Lukas Müller                                                 | Stefan Thurnbichler                                       | Andreas Strolz                                                   |
| 8. Dezember 2009  | Continental Cup | HS100   | Anette Sagen                                                 | Ulrike Gräßler                                            | Line Jahr                                                        |
| 9. Dezember 2009  | Continental Cup | HS100   | Andreas Strolz                                               | Stefan Thurnbichler                                       | Stephan Hocke                                                    |
| 9. Dezember 2009  | Continental Cup | HS100   | Ulrike Gräßler                                               | Daniela Iraschko                                          | Anette Sagen                                                     |
| 7. Dezember 2010  | Continental Cup | HS100   | Stephan Hocke                                                | Andreas Wank                                              | Julian Musiol Ole Marius Ingvaldsen                              |
| 7. Dezember 2010  | Continental Cup | HS100   | Jessica Jerome                                               | Daniela Iraschko                                          | Line Jahr                                                        |
| 8. Dezember 2010  | Continental Cup | HS100   | Stephan Hocke                                                | Anssi Koivuranta                                          | Richard Freitag                                                  |
| 8. Dezember 2010  | Continental Cup | HS100   | Daniela Iraschko                                             | Jessica Jerome                                            | Lindsey Van                                                      |
| 28. November 2011 | Continental Cup | HS100   | Michael Hayböck                                              | Kenneth Gangnes                                           | Atle Pedersen Rønsen                                             |
| 29. November 2011 | Continental Cup | HS100   | Katja Požun                                                  | Špela Rogelj                                              | Sara Takanashi                                                   |
| 29. November 2011 | Continental Cup | HS100   | Vergard Sklett                                               | Atle Pedersen Rønsen                                      | Michael Hayböck                                                  |
| 29. November 2011 | Continental Cup | HS100   | Sara Takanashi                                               | Urša Bogataj                                              | Katja Požun                                                      |
| 19. Dezember 2015 | Continental Cup | HS100   | Karl Geiger                                                  | Fredrik Bjerkeengen                                       | Halvor Egner Granerud                                            |
| 19. Dezember 2015 | Continental Cup | HS100   | David Siegel                                                 | Karl Geiger                                               | Tilen Bartol                                                     |